# Космос 1
Космос 1 (известен и като „Спутник 11“) е съветски научноизследователски спътник от серията „Космос“.
Това е първият успешно изстрелян спътник от серията „ДС". „ДС-2 № 1“ е първият (от два) апарат с основна цел изследване на йоносферата на Земята. Предвидено е апаратурата да функционира около 2 месеца. Спътникът навлиза обратно в плътните слоеве на атмосферата на 25 май 1962 г. и изгаря.
Мисията е и първа успешна (дотогава – два неуспеха) за новата ракета-носител Космос 63С16ЛК.